# Renaissance (Renaissance-Album)
Renaissance war das Debütalbum der britischen Progressive-Rock-Gruppe Renaissance. Die Platte erschien Ende 1969 auf dem Island- (in Großbritannien und Deutschland) bzw. Elektra-Label (in den USA).

## Aufnahme
| Titel            | Autoren        | Länge |
| ---------------- | -------------- | ----- |
| Kings and Queens | Relf-McCarty   | 10:56 |
| Innocence        | Relf-McCarty   | 7:07  |
| Island           | Relf-McCarty   | 5:58  |
| Wanderer         | Hawken-McCarty | 4:02  |
| Bullet           | Relf-McCarty   | 11:21 |

Bald nachdem Keith Relf (voc, g, harm) und Jim McCarty (perc, voc) die Yardbirds verlassen hatten, gründeten sie zusammen mit Ex-Nashville-Teens-Keyboarder John Hawken (p, harpsichord), Louis Cennamo (b) und Relfs Schwester Jane (voc, perc) Renaissance. Die Aufnahmesessions zu ihrer ersten Langspielplatte in dieser Besetzung erfolgten in den Londoner Olympic Sound Studios; produziert wurde sie von Paul Samwell-Smith, ebenfalls ein ehemaliges Yardbirds-Mitglied. Das von Jack Levy gestaltete Frontcover in Großbritannien und Deutschland sowie der Re-Release auf CD zeigt das Gemälde „Der Absturz des Ikarus“ von Jules Victor Génisson (1805–1860), das im Victoria and Albert Museum ausgestellt wird.
Der Musikstil der Band mischte Elemente der klassischen Musik mit Folk, Rock und Blues; dazu gab es Elemente von dem, was Jahre später als World Music bezeichnet werden sollte. Dieser Stil wird auch als Progressive bzw. Symphonic Rock bezeichnet; Frank Laufenberg charakterisiert ihn als Folk-Rock. Die Songs basierten meist auf Kompositionen von Relf und McCarty, die dann durch den klassisch ausgebildeten Pianisten Hawken und Bassist Cennamo interpretiert wurden. 1969 brachte die Langspielplatte es auf Platz 60 der britischen LP-Hitparade.
1995 wurde sie als CD auf Repertoire wiederveröffentlicht; neben den fünf Titeln der Vinylplatte enthält die CD auch die auf 3:37 Minuten gekürzte, ebenfalls 1969 veröffentlichte Single-Version von Island – bei dieser fehlten die knapp zweieinhalb Minuten langen, orchestralen und eng an Beethovens Pathétique-Sonate angelehnten Schlusssequenzen der LP-Fassung – und deren ursprüngliche, 3:00 Minuten lange B-Seite The Sea.
Eine zweite Wiederveröffentlichung (1998 auf Mooncrest) enthielt weitere vier Bonustracks, nämlich Prayer for Light, Walking Away, Shining Where the Sun Has Been und All the Falling Angels.